# Феогност (Лебедев, Андрей Григорьевич)
Архиепископ Феогност (в миру Андрей Григорьевич Лебедев; 30 ноября [12 декабря] 1801, Еськи, Тверская губерния — 22 апреля [4 мая] 1869, Псков) — епископ Русской православной церкви, архиепископ Псковский и Порховский.

## Биография
Сын священника села Еськи, Бежецкого уезда Тверской губернии, Григория Григорьевича.
Образование получил в Тверской духовной семинарии (1823) и Петербургской духовной академии, которую окончил в 1827 году со степенью магистра и был назначен с 16 сентября бакалавром церковной словесности и английского языка в Московскую духовную академию. Пострижен в монашество 7 апреля 1832 года, 9 апреля посвящён в иеродиакона и 10 апреля — в иеромонаха; 20 июня 1932 года определён действительным членом академической конференции, 22 августа зачислен в соборные иеромонахи и 24 августа перемещён на кафедру деятельного богословия.
С 25 января 1833 года — ректор Вологодской семинарии; 26 февраля назначен архимандритом вологодского Спасоприлуцкого монастыря и сделан в то же время присутствующим в вологодской духовной консистории; 20 марта состоялось его назначение директором вологодского тюремного комитета.
В 1834 году определён цензором проповедей в Вологде, а в 1837 году назначен благочинным монастырей Вологодской епархии. С января 1838 года по 1 июля 1839 года находился в Петербурге на чреде священнослужения.
Назначенный 24 июля 1841 года ректором Петербургской семинарии, настоятелем Ярославского Толгского монастыря и присутствующим в петербургской духовной консистории, он в том же году был определён членом конференции Петербургской духовной академии и членом её внешнего правления, а в 1842 году — членом академического комитета по рассмотрению конспектов преподавания наук в семинариях.
23 мая 1848 года хиротонисан во епископа Острогожского, викария Воронежской епархии. После кончины архиепископа Игнатия (Семёнова) c февраля по июнь 1850 года временно управлял Воронежской епархией.
13 июля 1852 года переведён епископом Вологодским и Устюжским. Принимал участие в погребении поэта Константина Батюшкова († 1855) в Спасо-Прилуцком Димитриевском монастыре в Вологде.
С 31 июля 1856 года — епископ Тобольский.
8 апреля 1862 года возведен в сан архиепископа. С 27 сентября 1862 года — архиепископ Псковский и Порховский.
Умер во Пскове в ночь с 21 на 22 апреля 1869 года.
По отзывам современников, Феогност как в частной жизни, так и на всех ступенях службы всегда проявлял доброту, благородство души, кротость, ласковость и незлобие, соединенные в то же время с твёрдостью в действиях и убеждениях. По душевному складу это был благодушный созерцатель-аскет, не лишённый, однако, интереса к текущей действительности и энергии в практической деятельности.

## Сочинения
Ему принадлежат следующие труды:
- «Слово в неделю по Рождестве Христове», напечатанное в «Некот. упражн. студентов СПб. духовной академии VII курса». — СПб., 1827. Ч. І;
- «Рассуждение о виновности первородного греха перед Богом», напечатанное там же. Ч. II;
- «Обозрение богословских предметов» (составлено в 1838 г.) — рукопись Архива Св. Синода;
- «Обозрение учения о вероисповеданиях» — упомянутое в «Руковод. деят. дух. просв. в первой половине XIX стол.» Чистовича;
- «Собрание материалов для науки канонического права российской церкви» (составлено в 1841—46 гг.), первая в русской литературе попытка кодификации русского церковного права, — рукопись Архива Св. Синода; имеются списки в Киевской академической библиотеке и в гор. Порхове;
- Дневник — часть напечатана в «Духовной беседе» в 1869 году.

Кроме того, он редактировал два издания (в 1839 и 1843 гг.) «Книги правил св. апостол, вселенских и поместных соборов», на греческом и славянском языках, и перевод «Точного изложения православной веры» Иоанна Дамаскина, сделанный с греческого Московской духовной академией и оставшийся ненапечатанным (рукопись Архива Св. Синода).